# Niels Wilhelm Gade
Niels Wilhelm Gade (22. února 1817 Kodaň – 21. prosince 1890) byl dánský hudební skladatel a dirigent.

## Život
Narodil se v Kodani do rodiny truhláře. Kariéru začal jako houslista v Dánském královském orchestru. Když zamítli jeho návrh na hraní jeho první symfonie, poslal ji Felixi Mendelssohnovi, který ji přijal, a tak ji Gade v březnu 1843 v Lipsku začal dirigovat. Protože byla reakce veřejnosti nadšená, dánská vláda mu nabídla místo učitele na konzervatoři. Zároveň s vyučováním pracoval jako asistent dirigenta v Gewandhaus Orchestra. Na jeho hudbu měl vliv Mendelssohn, který se ho ujal a Robert Schumann, se kterým se spřátelil.
Po Mendelssohnově smrti v roce 1847 byl Gade místo něj jmenován šéfdirigentem, ale když vypukla válka mezi Pruskem a Dánskem, byl nucen se na jaře roku 1848 vrátit do Kodaně. Tam se také stal ředitelem Kodaňské hudební společnosti (tuto pozici si udržel až do své smrti), založil tam nový orchestr a sbor a trvale si vytvořil post nejvýznamnějšího hudebníka v Dánsku.
Pracoval také jako varhaník – nejdřív v kodaňské katedrále Panny Marie, poté od roku 1850 až do smrti v kostele Holmen.
Gade byl společným ředitelem konzervatoře v Kodani s Johanem Peterem Emiliem Hartmannem (1805–1900, jeho dcera se v roce 1852 za Gadeho provdala) a Holgerem Simonem Paullim.
Měl významný vliv na řadu pozdějších skandinávských skladatelů: učil a povzbudil Edvarda Griega a Carla Nielsena, Otto Mallinga a Asgera Hamerika. Zemřel v Kodani.

## Tvorba
Složil osm symfonií, dále houslový koncert, komorní hudbu pro varhany a klavír. Nejznámější skladby:
- 1846 – Comala – kantáta pro sóla, sbor a orchestr podle Ossiana, op. 12
- 1846 – Předehra č. 3 c-moll, op. 14
- 1854 – Arabesky pro klavír, op. 27
- 1864 – Tři fantastické kusy pro klarinet a klavír, op. 43